# Mogera wogura
Mogera wogura es una especie de musaraña de la familia Talpidae. Es un animal solitario y diurno que puede vivir hasta 3,5 años en libertad.

## Distribución geográfica
Se encuentra hacia el sur del río Ussuri y el Amur, a través de Manchuria, Corea y  Japón.